# Belle-Meuse
Belle-Meuse är ett vattendrag i Belgien.   Det ligger i provinsen Luxemburg och regionen Vallonien, i den sydöstra delen av landet, 130 kilometer sydost om huvudstaden Bryssel.
Omgivningarna runt Belle-Meuse är en mosaik av jordbruksmark och naturlig växtlighet. Runt Belle-Meuse är det ganska tätbefolkat, med 80 invånare per kvadratkilometer.